# スイートスプリング
スイートスプリング（Sweet Spring）は、ミカン科ミカン属の柑橘類の品種である。1947年に静岡県庵原郡興津町（現：静岡市清水区興津地区）の農研機構（旧園芸試験場）において、「上田温州」に「ハッサク」を交配し、育成・選抜されたタンゼロ類で、1981年6月22日に「タンゼロ農林1号」と命名登録され、1982年10月21日に「スートスプリング」として品種登録された。

## 特徴
果実は250 グラム程度で、果皮は黄橙色で粗く剥きづらい。果肉は橙色で、肉質はやや硬いが多汁である。果実によっては、皮が緑色でほのかな酸味があるもの、甘味がある皮が黄色いものがある。果汁の酸は少なく、糖度が比較的高いので、食味は良い。成熟期は2月である。温州ミカンに比べるとそうか病に強く、かいよう病にはやや弱い。また、多少隔年結果性がある。
日本における2009年の収穫量は約648 トンで、その内訳は熊本県26％、長崎県20%、鹿児島県18%、宮崎県17%、香川県15%である。